# Aspidium gemmiferum
Aspidium gemmiferum là một loài thực vật có mạch trong họ Dryopteridaceae. Loài này được (Fée) Ching miêu tả khoa học đầu tiên năm 1941.